# Głużenie
Głużenie – pierwsza (po krzyku) faza rozwoju mowy u niemowlęcia. Pojawia się zwykle między pierwszym a trzecim miesiącem życia dziecka, wtedy gdy dziecko jest w stanie utrzymać głowę prosto (rozwijają się mięśnie szyi). Są to różnego rodzaju dźwięki, zwłaszcza gardłowe, tylnojęzykowe, takie jak agu, gə, khə, gli, kli, tli, ebw, bwe, a także wibrujący dźwięk przypominający r.
Głużenie ma charakter przypadkowy, a dziecko nie czyni żadnych specjalnych prób, aby głużyć. Nie ma ono funkcji komunikacyjnej. W późniejszym okresie towarzyszy różnego rodzaju aktywności dziecka i pojawia się w odpowiedzi na stymulację społeczną.
Głużenie stanowi odruch bezwarunkowy i pojawia się w ten sam sposób u wszystkich niemowląt, niezależnie od kultury i języka, w którym wyrastają oraz tego, czy dziecko ma prawidłowy czy uszkodzony narząd słuchu. Nie są to więc dźwięki wyuczone.
Głużenie szybko zanika wraz z pojawieniem się następnego etapu rozwoju mowy – gaworzenia – ok. 6 miesiąca życia. Jednak pewne dźwięki pozostaną na stałe już jako fonemy u dziecka.